# Oman Air
Oman Air (arabiska: الطيران العماني) är Omans nationella flygbolag. Bolaget flyger främst Boeing 737.

## Historia

### Början
Oman Air driver regelbunden nationell och internationell persontrafik, liksom regionala flygtaxi och charterflyg. Dess huvudsakliga bas är Muscat International Airport. 1972 flyttade Oman International Services sin verksamhet till den nya terminalen på Seeb International Airport.

## Utmärkelser
- Oman Air vinner Skytrax-flygbolagens pris på Paris Air Show.[3]
- Oman Air tilldelas priset Seven Stars Luxury Lifestyle and Hospitality Awards 2017 för "Bästa flygbolag i Europa, Mellanöstern och Afrika" i Grekland.[4]

## Sponsorskap
Oman Air blev presentationssponsor för 2015 NBO Golf Classic Grand Final.
Palestinska barn, vars föräldrar har blivit martyr, besöker Al Khoudh barnhem. Detta besök har sponsrats av Oman Air och Dar Al Atta'a.